# Prosopocera pseudopatriciana
Prosopocera pseudopatriciana är en skalbaggsart som beskrevs av Stefan von Breuning 1949. Prosopocera pseudopatriciana ingår i släktet Prosopocera och familjen långhorningar.
Artens utbredningsområde är Kenya. Inga underarter finns listade i Catalogue of Life.